# ارن، انتاریو
ارن، انتاریو (به انگلیسی: Erin, Ontario) یک منطقهٔ مسکونی در کانادا است که در شهرستان ولینگتون، انتاریو واقع شده‌است. ارن ۲۹۷٫۷۵ کیلومتر مربع مساحت و ۱۰٬۷۷۰ نفر جمعیت دارد.